# إنفانتي إسبانيا

تاج إنفانتي

إنفانتي إسبانيا (بصفة التأنيث:إنفانتا إسبانيا؛ بالإسبانية:Infante/Infanta de España)؛ هو لقب يحمله أبناء ملك إسبانيا وولي عهده ضمن ما يُطلق عليها ب«العائلة الملكية»؛ على خلاف الممالك الأوروبية الأُخرى؛ ففي إسبانيا لا يُطلق اللقب في العادة على ولي/ولية العهد الذين يحلمون اللقب الأميري المرموق «أمير أستورياس».
وأيضا من بين الإختلافات يُحق لإنفانتون أن يدفنوا في سرداب خاص في دير الإسكوريال يُعرف بـ «سرداب الإنفانتون»، وأيضا يستطيعون حمل لقب الفخامة ولقب غراندي إسبانيا (لقب النبالة رفيع المستوى).
لا يحمل أبناء انفانتات إلينا وكريستينا وعماتهن بيلار ومارغريتا هذا اللقب، بل يحصلون على لقب صاحب السعادة، ومع ذلك يعتبروا أبناء الدونا إلينا وكريستينا ضمن أسماء الواردة في سلم الخلافة على العرش الإسباني.
وأيضا من ناحية أُخرى يسمح التشريع الإسباني للملك بمنح اللقب حسب تقديره أو استثنائيا لأشخاص قد يستحقونه بالجدارة؛ وبهذه الطريقة تم منح اللقب لأمير كارلوس دي بوربون-الصقليتين ابن خال الملك خوان كارلوس ودوق كالابريا ومدعي عرش مملكة الصقليتين، كان يعتبر الأول على سلم الخلافة مباشرةً بعد العائلة المالكة، كان من الممكن أن يكون خليفة خوان كارلوس إذا ما طُبق مرسوم العملي لعام 1776 لأن أبناء الملك جميعهم تزوجوا زواج مرغنطي (الأشخاص ليس من الطبقة الارستقراطية) بواسطة هذا القانون المذكور كان لابد أن يتم استبعاد جميع أبنائه بما في ذلك أحفاده، على الرغم من هذه الحقيقة إلا أن بعض الفقهاء اعتبروا أن المرسوم تم إلغائه بعد تشريع دستور 1978، إلا أن الأخرون اعتبروه مازال قائماً في حالة خلافة الإسبانية وليس في مملكة إسبانيا.
أيضا استخدم هذا اللقب في السابق خلال ممالك الإسبانية بعصور الوسطى بحيث حمله جميع أبناء ملوك قشتالة وليون وأيضا أراغون ونبرة بما في ذلك ولي العهد، ومع ذلك خلال منتصف القرن الرابع عشر في أراغون أصبح ولي عهد يحمل لقب «دوق جرندة» وتم رفعه إلى لقب الأمير مع أوائل القرن الخامس عشر، إما في قشتالة وليون مع نهايات القرن الرابع عشر رقى خوان الأول ملك قشتالة ابنه ووريثه بعد زواجه من الإنجليزية كاتالينا حفيدة الملك بيدرو القاسي إلى «أمير أستورياس» على غرار اللقب الإنجليزي أمير ويلز، والذي في المستقبل تم منحه لورثة مهما كان جنسه، ومع ذلك هذا التعيين في ذاك الوقت يتطلب موافقة شديدة من كورتيس (البرلمان) للحصول على لقب الأمير.
وأيضا حدث نفس الشيء في نبرة المجاورة، بعد أن إنشئ كارلوس الثالث ملك نافارا لقب «أمير فيانا» لابن ابنته زوريا وزوجها في المستقبل خوان الثاني ملك أراغون؛ مع أن فكرة اللقب المذكور تم توريثه إلى ورثة التاج النبري إلا أن مع غزو نبرة من قبل فرناندو الكاثوليكي في 1512 أصبح وريث قشتالة وأراغون يلقب أيضا ب«أمير فيانا»، ومع ذلك المنفيين من أسرة ألبرت الملكية استمروا في استخدم اللقب لوريث العرش، ومع 1715 فام فيليب دي أنجو بإلغاء جميع الألقاب ورثة العرش واستقر على لقب «أمير أستورياس» فقط، لاحقاً هذه الألقاب المنبوذة تم استخدامها في منتصف القرن العشرون من خلال الملكيين في عهد فرانكو، بعد أن نُبذ جميع الألقاب الملكية المستقرة عليها بعد 1715، ومع دستور 1978 تم استرداد هيبة جميع الألقاب الملكية المستخدمة قبل وبعد 1715.
اليوم لا يوجد أحد يلقب بـ إنفانتي من جهة الذكور؛ بحيث كان آخر إنفانتي ذكر هو انفانتي كارلوس دي بوربون-الصقليتين الذي توفي في 2015؛ تتربع الآن الدونا ليونور ابنة الملك فيليبي السادس الكبرى على قائمة الهرم بحيث تعتبر «أميرة أستورياس وجرندة وفيانا ودوقة مونتبلانك وكونتيسة سرفيرا وليدى بالاغوار»، وبالإضافة إلى شقيقتها الدونا صوفيا تعتبران من إنفانتات الجيل الأخيرة، في حين يعتبران عماتهن الدونا إلينا والدونا كريستينا من إنفانتات الجيل ما قبل الأخيرة، بالإضافة إلى الدونا مارغريتا من جيل ما قبله وهي شقيقة الباقية للملك السابق خوان كارلوس الأول.
فيما يلي قائمة إنفانتون/إنفانتات الذين حملوا اللقب بما في وريث العرش:-

## أسرة تراستامارا

### أبناءالدونا.إيزابيلا الأولىوالدون.فرناندو الخامس
- الدونا.إيزابيلا (أميرة أستورياس لفترة وجيزة قبل ولادة شقيقها وبعد وفاته؛ لاحقاً ملكة البرتغال القرينة).
  - الدون.ميغيل[1] (أمير أستورياس وأمير جرندة، وكذلك أمير البرتغال).
- الدون.خوان (أمير أستورياس وأمير جرندة).
- الدونا.خوانا (أميرة أستورياس وأميرة جرندة بعد وفاة ابن شقيقها؛ ثم أصبحت الملكة).
- الدونا.ماريا (لاحقاً ملكة البرتغال القرينة).
- الدونا.كاتالينا (لاحقاً ملكة إنجلترا القرينة).

## أسرة هابسبورغ

### أبناءد.خوانا الأولىود.فيليبي الأول
- الدونا. ليونور (لاحقاً ملكة البرتغال القرينة؛ ثم ملكة فرنسا القرينة).
- الدون.كارلوس (أمير أستورياس وأمير جرندة؛ ثم أصبح الملك؛ وفضلاً عن ذلك أصبح إمبراطور الروماني المقدس؛ ودوق برغونية).
- الدونا.إيزابيلا (لاحقاً ملكة الدنمارك-النرويج القرينة).
- الدون.فرديناند (لاحقاً ملك المجر وبوهيميا؛ وفضلاً عن ذلك أصبح إمبراطور الروماني المقدس).
- الدونا.ماريا (لاحقاً ملكة المجر وبوهيميا القرينة؛ وفضلاً عن ذلك أصبحت حاكمة هولندا).
- الدونا.كاتالينا (لاحقاً ملكة البرتغال القرينة).

### أبناءد.كارلوس الأول
- الدون.فيليبي (أمير أستورياس وأمير جرندة؛ ثم أصبح الملك ودوق برغونية؛ وأيضا أصبح ملك البرتغال وملك إنجلترا).
- الدونا.ماريا (لاحقاً إمبراطورة الرومانية المقدسة القرينة؛ وملكة المجر وبوهيميا القرينة).
- الدون.فرناندو.
- الدونا.خوانا (لاحقاً أميرة البرتغال القرينة).
- الدون.خوان.

### أبناءد.فيليبي الثاني
- الدون.كارلوس (أمير أستورياس وأمير جرندة).
- إيزابيلا كلارا يوجينيا (لاحقاً حاكمة هولندا).
- كاتالينا ميكايلا (لاحقاً دوقة سافوي القرينة).
- الدون.فرناندو (أمير أستورياس وأمير جرندة).
- الدون.كارلوس لورينزو.
- دييغو (أمير أستورياس وأمير جرندة؛ ثم أصبح أيضا أمير البرتغال).
- الدون.فيليبي (أمير أستورياس وأمير جرندة وأمير البرتغال؛ ثم أصبح الملك).
- الدونا.ماريا.

### أبناءد.فيليبي الثالث
- الدونا.آنا (أميرة البرتغال؛ لاحقاً ملكة فرنسا ونافارا القرينة).
- الدونا.ماريا.
- الدون.فيليبي (أمير أستورياس وأمير جرندة وأمير البرتغال؛ ثم أصبح الملك ودوق برغونية).
- الدونا.ماريا آنا (لاحقاً إمبراطورة الرومانية المقدسة القرينة؛ وملكة المجر وبوهيميا القرينة).
- الدون.كارلوس.
- الدون فرناندو (لاحقاً الكاردينال؛ وحاكم هولندا).
- الدونا.مارغريتا فرانسيسكا.
- الدون.ألفونسو موريسيو.

### أبناءد.فيليبي الرابع
- الدونا. ماريا مارغريتا.
- الدونا.مارغريتا ماريا كاتالينا.
- الدونا.ماريا يوجينيا.
- الدونا.إيزابيلا ماريا تيريزا.
- الدون.بالتازار كارلوس (أمير أستورياس وأمير جرندة وأمير البرتغال).
- الدونا.ماريا آنا أنطونيا.
- الدونا.ماريا تيريزا (لاحقاً ملكة فرنسا ونافارا القرينة).
- الدونا.مارغريتا تيريزا (لاحقاً إمبراطورة الرومانية المقدسة القرينة؛ وملكة المجر وبوهيميا القرينة).
- الدونا.ماريا أمبروزيا دي لا كونثبثيون.
- الدون.فيليبي بروسبيرو (أمير أستورياس وأمير جرندة).
- الدون.فرناندو توماس.
- الدون.كارلوس (أمير أستورياس وأمير جرندة؛ ثم أصبح الملك ودوق برغونية).

## أسرة بوربون

### أبناءد.فيليبي الخامس

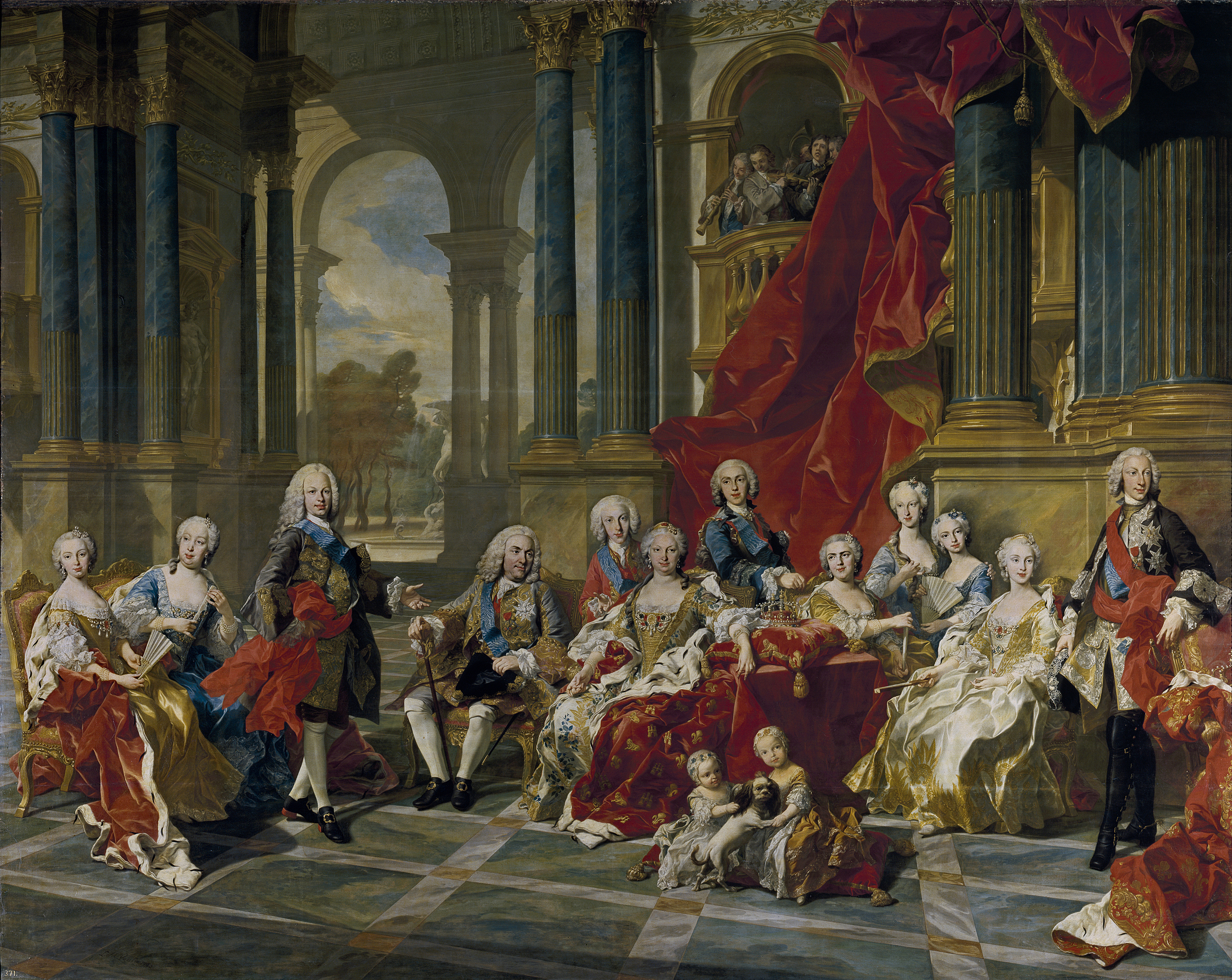
عائلة فيليب الخامس، من قبل الرسام لويس-مايكل فان لو.

- الدون.لويس (أمير أستورياس؛ ثم أصبح الملك).
- الدون.فيليبي.
- الدون.فيليبي بيدرو.
- الدون.فرناندو (أمير أستورياس؛ ثم أصبح الملك).
- الدون.كارلوس (لاحقاً دوق بارما وبياتشنزا؛ ثم أصبح ملك نابولي وصقلية؛ ثم أصبح ملك إسبانيا بعد وفاة شقيقه).
- الدونا.ماريانا فيكتوريا (لاحقاً ملكة البرتغال القرينة).
- الدون.فيليب (لاحقاً دوق بارما وبياتشنزا).
- الدونا.ماريا تيريزا رافايلا (لاحقا دوفينة فرنسا القرينة).
- الدون.لويس (لاحقاً الكاردينال).
- الدونا. ماريا أنطونيا فرناندا (لاحقاً ملكة سردينيا القرينة).

### أبناءد.كارلوس الثالث
- الدونا.ماريا إيزابيلا أنطونيا.
- الدونا.ماريا خوسيه أنطونيا.
- الدونا.ماريا إيزابيلا آنا.
- الدونا.ماريا خوسيه كارميلا.
- الدونا.ماريا لويزا (لاحقاً دوقة توسكانا الكبرى القرينة وإمبراطورة الرومانية المقدسة القرينة وملكة المجر وبوهيميا القرينة).
- الدون.فيليبي (دوق كالابريا).
- الدون.كارلوس (أمير أستورياس؛ ثم أصبح الملك).
- الدونا.ماريا تيريزا.
- الدون.فرناندو (لاحقاً ملك نابولي وصقلية «الصقليتين»).
- الدون.غابرييل.
- الدونا.ماريا آنا.
- الدون.أنطونيو باسكال.
- الدون فرانسيسكو خافيير.

#### آخرون
- الدون.فرديناندو[2] (دوق بارما؛ حصل على اللقب بموجب مرسوم ملكي).

### أبناءد.كارلوس الرابع
- الدون.كارلوس كلمينت.

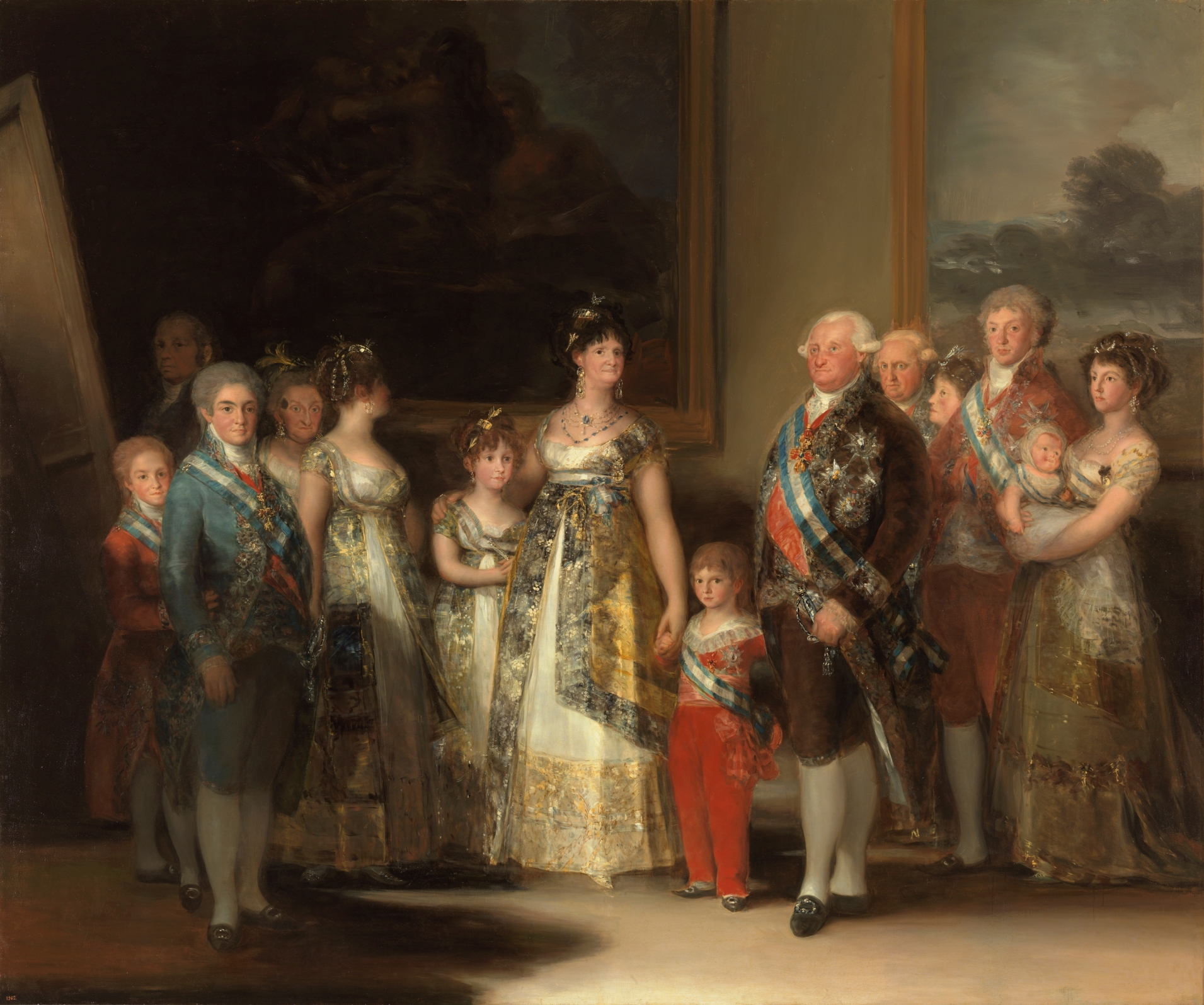
عائلة كارلوس الرابع، من قبل الرسام فرانثيسكو غويا.

- الدونا.كارلوتا خواكينا (لاحقاً ملكة البرتغال القرينة).
- الدونا.ماريا لويزا.
- الدونا.ماريا آماليا.
- الدون.كارلوس دمينيغو.
- الدونا.ماريا لويزا (لاحقاً ملكة إتروريا القرينة، ثم دوقة لوكا).
- الدون.كارلوس فرانشيسكو دي باولا.
- الدون.فيليبي فرانشيسكو دي باولا.
- الدون.فرناندو (أمير أستورياس؛ ثم أصبح الملك).
- الدون.كارلوس ماريا إيزيدرو (مدعي العرش؛ مؤسس الكارلية[3]).
- الدونا.ماريا إيزابيلا (لاحقاً ملكة الصقليتين القرينة).
- الدونا.ماريا تيريزا.
- الدون.فيليبي ماريا.
- الدون.فرانسيسكو دي باولا.

#### آخرون
- الدون.بيدرو كارلوس[4] (حصل على اللقب بموجب مرسوم ملكي).
- الدونا.ماريا كارلوتا[4] (حصلت على اللقب بموجب مرسوم ملكي).
- الدون.كارلوس[4] (حصل على اللقب بموجب مرسوم ملكي).
- الدون.لويس الأول ملك إتروريا[5] (حصل على لقب بكونه متزوج من انفانتا).

### أبناءد.فرناندو السابع
- الدونا.ماريا لويزا إيزابيلا.
- الدونا.إيزابيلا (أميرة أستورياس؛ ثم أصبحت الملكة).
- الدونا.لويزا فرناندا.

#### آخرون
- الدون.كارلوس[6] (حصل على اللقب بموجب مرسوم ملكي).
- الدون.خوان[6](حصل على اللقب بموجب مرسوم ملكي).
- الدون.فرناندو [6](حصل على اللقب بموجب مرسوم ملكي).
- الدون.فرانسيسكو دي أسيس [7] (حصل على اللقب بموجب مرسوم ملكي).
- الدونا.إيزابيلا فرناندا[7] (حصلت على اللقب بموجب مرسوم ملكي).
- الدون.فرانسيسكو دي أسيس[7] (حصل على اللقب بموجب مرسوم ملكي؛ وفضلاً عن ذلك أصبح ملك إسبانيا القرين).
- الدون.إنريكي[7] (حصل على اللقب بموجب مرسوم ملكي).
- الدونا.لويزا[7] (حصلت على اللقب بموجب مرسوم ملكي).
- الدون.دوارتي فيليبي[7] (حصل على اللقب بموجب مرسوم ملكي).
- الدونا.جوزيفينا[7] (حصلت على اللقب بموجب مرسوم ملكي).
- الدونا.تيريزا[7] (حصلت على اللقب بموجب مرسوم ملكي).
- الدون.فرناندو ماريا[7] (حصل على اللقب بموجب مرسوم ملكي).
- الدونا.ماريا كريستينا[7] (حصلت على اللقب بموجب مرسوم ملكي).
- الدونا.أماليا[7] (حصلت على اللقب بموجب مرسوم ملكي).
- الدون.سيباستيان [8] (حصل على اللقب بموجب مرسوم ملكي).
- الدون.كارلو[9] (حصل على اللقب بموجب مرسوم ملكي؛ وفضلاً عن ذلك أصبح دوق بارما).
- الدونا.ماريا لويزا كارلوتا[9] (حصلت على اللقب بموجب مرسوم ملكي؛ وفضلاً عن ذلك أصبحت أميرة ساكسونيا الوراثية القرينة).
- الدون.أنطونيو دوق مونتبينسير[10] (حصل على لقب بكونه متزوج من انفانتا).

### أبناءد.إيزابيلا الثانية
- الدون.فرناندو.
- الدونا.إيزابيلا (أميرة أستورياس لفترة وجيزة حتى ولادة شقيقها، ثم في عهد شقيقها حتى ولادة ابنة شقيقها).
- الدونا.ماريا كريستينا.
- الدون.ألفونسو (أمير أستورياس؛ ثم أصبح الملك).
- الدونا.ماريا دي لا كونثبثيون.
- الدونا.ماريا ديل بيلار.
- الدونا.ماريا دي لاباز.
- الدون.فرانسيسكو دي أسيس.
- الدونا.يولاليا.

#### آخرون
- الدونا.ماريا إيزابيلا.[11] (حصلت على اللقب بموجب مرسوم ملكي؛ وفضلاً عن ذلك أصبحت كونتيسة باريس القرينة).
- الدونا.ماريا أماليا[11] (حصلت على اللقب بموجب مرسوم ملكي).
- الدونا.ماريا كريستينا[11] (حصلت على اللقب بموجب مرسوم ملكي).
- الدونا.ماريا دي لاريغلا[11] (حصلت على اللقب بموجب مرسوم ملكي).
- الدون.فرناندو[11] (حصل على اللقب بموجب مرسوم ملكي).
- الدونا.مرسيدس[11] (حصلت على اللقب بموجب مرسوم ملكي؛ وفضلاً عن ذلك أصبحت ملكة إسبانيا القرينة).
- الدون.فيليبي ريموندو[11] (حصل على اللقب بموجب مرسوم ملكي).
- الدون.أنطونيو[11] (حصل على اللقب بموجب مرسوم ملكي؛ وفضلاً عن ذلك أصبح دوق جالييرا).
- الدون.لويس[11] (حصل على اللقب بموجب مرسوم ملكي).
- الدون.كارلو[12] (حصل على اللقب بموجب مرسوم ملكي؛ وفضلاً عن ذلك أصبح دوق بارما).
- الدون.غايتانو كونت غيرجينتي[13] (حصل على لقب بكونه متزوج من انفانتا).
- الدون.لودفيغ فرديناند من بافاريا[14] (حصل على لقب بكونه متزوج من انفانتا).

### أبناءد.ألفونسو الثاني عشر
- الدونا.مرسيدس (أميرة أستورياس طوال عهد والدها، ثم في عهد شقيقها حتى ولادة ابن شقيقها).
- الدونا.ماريا تيريزا.

#### آخرون
- الدون.ألفونسو[16] (حصل على اللقب بموجب مرسوم ملكي؛ وفضلاً عن ذلك أصبح دوق جالييرا).
- الدون.لويس فرناندو [16] (حصل على اللقب بموجب مرسوم ملكي).
- الدون.روبرت [17] (حصل على اللقب بموجب مرسوم ملكي؛ وفضلاً عن ذلك أصبح دوق بارما).
- الدون.كارلوس دي الصقليتين [18] (حصل على لقب بكونه متزوج من انفانتا).
- الدون.فرديناند من بافاريا [19] (حصل على لقب بكونه متزوج من انفانتا).

### أبناءد.ألفونسو الثالث عشر
- الدون.ألفونسو (أمير أستورياس).

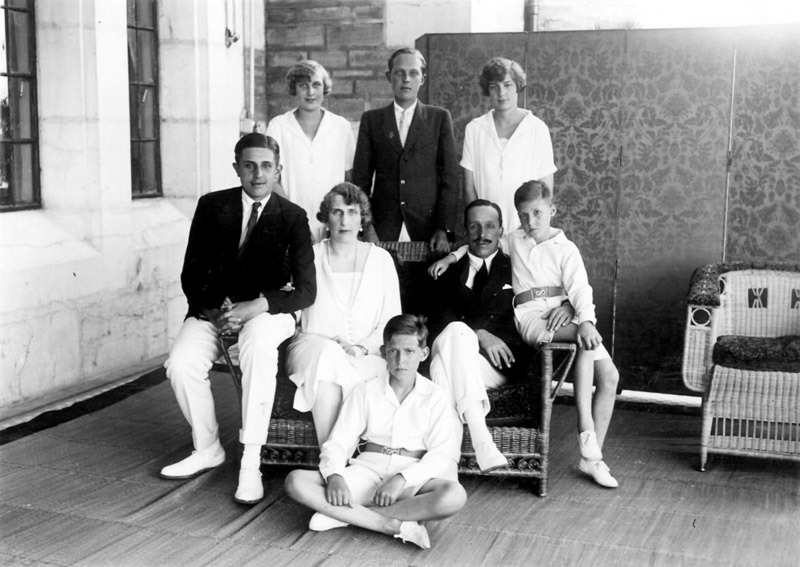
الملك والملكة مع أبنائهم الستة.

- الدون.خايمي (مدعي العرش في فرنسا وإسبانيا).
- الدونا.بياتريس.
- الدونا.ماريا كريستينا.
- الدون.خوان (مدعي العرش في إسبانيا).
- الدون.غونزالو.

#### آخرون
- الدون.ألفونسو[20](حصل على اللقب بموجب مرسوم ملكي؛ وفضلاً عن ذلك أصبح دوق كالابريا).
- الدون.فرناندو[20] (حصل على اللقب بموجب مرسوم ملكي).
- الدونا.إيزابيلا ألفونسينا[20] (حصلت على اللقب بموجب مرسوم ملكي).
- الدون.لويس ألفونسو[21] (حصل على اللقب بموجب مرسوم ملكي).
- الدون.خوسيه يوجينيو[21] (حصل على اللقب بموجب مرسوم ملكي).
- الدونا.ماريا دي لاس مرسيدس[21] (حصلت على اللقب بموجب مرسوم ملكي).
- الدونا.ماريا ديل بيلار[21] (حصلت على اللقب بموجب مرسوم ملكي).
- الدون.ألفارو[22] (حصل على اللقب بموجب مرسوم ملكي؛ وفضلاً عن ذلك أصبح دوق جالييرا).
- الدون.ألفونسو[22] (حصل على اللقب بموجب مرسوم ملكي).
- الدون.أتاولفو[22] (حصل على اللقب بموجب مرسوم ملكي).

### أبناءد.خوان
- الدونا.بيلار (دوقة بطليوس).
- الدون.خوان كارلوس (الملك).
- الدونا.مارغريتا. (دوقة سوريا وإرناني).
- الدون.ألفونسو.

#### آخرون
- الدون.كارلوس[23] (حصل على اللقب بموجب مرسوم ملكي؛ وفضلاً عن ذلك أصبح دوق كالابريا).

### أبناءد.خوان كارلوس الأول
- الدونا.إلينا (دوقة لوغو).
- الدونا.كريستينا.
- الدون.فيليبي (أمير أستورياس وجرندة وفيانا؛ هو الملك الحالي).

### أبناءد.فيليبي السادس

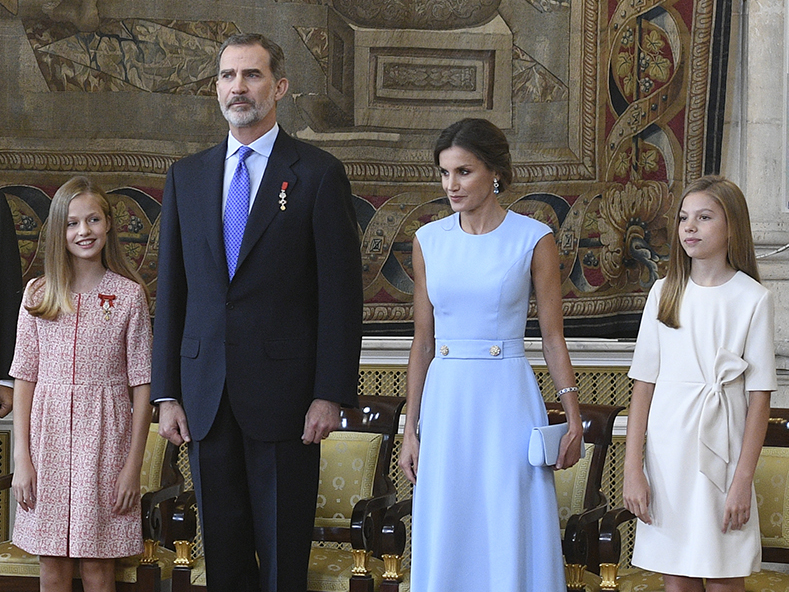
العائلة الملكية في 2019، الملك والملكة، أميرة أستورياس في أقصى اليسار في حين انفانتا صوفيا في أقصى اليمين.

- الدونا.ليونور (أميرة أستورياس وأميرة جرندة وأميرة فيانا).
- الدونا.صوفيا.

## الهوامش
1. ↑  هو ابن إيزابيلا ومانويل الأول ملك البرتغال.
2. ↑  هو ابن فيليب دوق بارما
3. ↑  هي حركة تُطلب بالعرش الإسباني
4. 1 2 3  هم أبناء انفانتي غابرييل
5. ↑  هو ابن فرديناندو دوق بارما
6. 1 2 3  هم أبناء إنفانتي كارلوس كونت مولينا
7. 1 2 3 4 5 6 7 8 9 10 11  هم أبناء انفانتي فرانسيسكو دي باولا
8. ↑  هو ابن انفانتي بيدرو كارلوس
9. 1 2  هما ابن وابنة لويس الأول ملك إترورويا وماريا لويزا دوقة لوكا
10. ↑  هو ابن لويس فيليب الأول ملك فرنسا وحفيد فرديناندو الأول ملك الصقليتين
11. 1 2 3 4 5 6 7 8 9  هم أبناء انفانتي أنطونيو دوق مونتبنسير وانفانتا لويزا فرناندا
12. ↑  هو ابن كارلو الثاني دوق بارما
13. ↑  هو ابن فرديناندو الثاني ملك الصقليتين حفيد فرديناندو الأول
14. ↑  هو أحد أفراد سلالة فيتلسباخ؛ فهو ابن الأمير أدلبرت من بافاريا وانفانتا أماليا ابنة انفانتي فرانسيسكو دي باولا
15. ↑  لم يعتبر الملك ألفونسو الثالث عشر إنفانتي، لأنه ولد بعد وفاة والده.
16. 1 2  هما ابنا إنفانتي أنطونيو دوق جالييرا
17. ↑  هو ابن كارلو الثالث دوق بارما
18. ↑  هو سليل فرديناندو الأول ملك الصقليتين
19. ↑  هو ابن إنفانتي لودفيغ فرديناند من بافاريا وماريا دي لاباز
20. 1 2 3  هم أبناء إنفانتي كارلوس دي الصقليتين وانفانتا مرسيدس
21. 1 2 3 4  هم أبناء فرناندو من بافاريا وإنفانتا ماريا تيريزا
22. 1 2 3  هم أبناء إنفانتي ألفونسو دوق جالييرا
23. ↑  هو ابن إنفانتي ألفونسو دوق كالابريا